# Bruno Fehrenbacher
Bruno Fehrenbacher OSB (* 27. Juli 1895 in Mengen (Württemberg) als Hermann Fehrenbacher; † 18. Juli 1965 in Buckfast) war ein deutsch-britischer Benediktinermönch und Abt der Buckfast Abbey in Devon (Großbritannien).

## Leben
Fehrenbacher wuchs mit fünf Geschwistern in einer katholischen Kaufmannsfamilie auf. In der Lateinschule Mengen kam er in Kontakt mit einem Benediktiner aus Buckfast; als 15-Jähriger trat er – wie zahlreiche andere oberschwäbische Jungen – der Benediktinerabtei Buckfast bei, die zu jener Zeit für den Wiederaufbau eines verlassenen mittelalterlichen Klosters Arbeitskräfte suchte und deren damaliger Abt Ansgar (Martin) Vonier aus Ringschnait bei Biberach stammte. Auch dessen Vorgänger, Abt Bonifaz Natter stammte aus Oberschwaben.
1919 empfing Fehrenbacher die Priesterweihe, danach studierte er am Benediktiner-Kolleg St. Anselm in Rom, wo er 1922 promoviert wurde. Zurückgekehrt nach Buckfast wurde er 1935 britischer Staatsbürger, ab 1937 unterrichtete er am Benediktiner-Seminar in Jerusalem und in Charfet bei Beirut syrisch-katholische Geistliche. Während seines Aufenthalts in Palästina wurde er in Buckfast als Nachfolger des am 26. Dezember 1938 verstorbenen Abts Vonier gewählt, schon am 25. Februar 1939 wurde er feierlich installiert, die Benediktion folgte am 23. März 1939.
Während des Krieges blieb Buckfast von Luftangriffen verschont und konnte als Zufluchtsort für das St. Boniface College aus dem 40 km entfernten Plymouth dienen. Nach dem Krieg gelang es Abt Fehrenbacher, die Klostergebäude beträchtlich zu erweitern und die Orgel in der 1937 vollendeten neoromanischen Kirche umbauen und vergrößern zu lassen. Wegen seiner schlechten Gesundheit trat er 1956 als Abt zurück, danach diente er als Spiritual in der Benediktinerinnen-Abtei Stanbrook bei Worcester, von wo er Ende 1964 nach Buckfast zurückkehrte. Nach einer Herzoperation und fast völligem Verlust der Sehkraft starb er in Buckfast kurz vor der Vollendung seines 70. Lebensjahres.